# Magnus Lygdbäck
Magnus Sten Johan Lygdbäck, född 3 juli 1979 i Ålidhems församling, Umeå, är en svensk personlig tränare och nutritionist.
Han är bland annat känd för att ha tränat skådespelare inför filmroller, såsom Alexander Skarsgård för hans roll som Tarzan i Legenden om Tarzan, Ben Affleck för hans roll som Batman i Justice League, Alicia Vikander för hennes roll som Lara Croft i Tomb Raider, James McAvoy för hans roll i Glass och Gal Gadot för hennes roll som Wonder Woman i Wonder Woman 1984.
Han har även varit personlig tränare för artister, band och musikproducenter som Avicii, Swedish House Mafia, Icona Pop, Max Martin, Michael Bublé, Mike Posner, Michael Bolton, Katy Perry, Harry Styles, Kesha, Zara Larsson och Britney Spears.
Lygdbäck är uppvuxen i Alvesta, där hans far var ishockeytränare. Magnus Lygdbäck spelade ishockey i Alvesta SK som ung. Hans bror Robert arbetar som fystränare för Växjö Lakers. Magnus Lygdbäck är gift och har två barn.
Magnus Lygdbäck har designat en kollektion träningskläder tillsammans med det svenska företaget Casall.
Lygdbäck kallar sin tränings- och dietmetod för "The Magnus Method". Han menar att 85 % av måltiderna bör vara nyttiga, men 15 % av dem bör man unna sig något man njuter av. Man bör, enligt Lygdbäck, äta 5 mål mat om dagen, tre huvudmål och två mellanmål. En näve protein, en näve kolhydrater eller fett och två nävar grönsaker till lunch och middag. Man bör dessutom träna tre-sex gånger per vecka.